# Paralelo 42 S
O Paralelo 42 S é um paralelo no 42° grau a sul do plano equatorial terrestre.
Começando pelo Meridiano de Greenwich e tomando a direção leste, o paralelo 42° Sul passa por:
| País, território ou mar | Notas                                                                                |
| ----------------------- | ------------------------------------------------------------------------------------ |
| Oceano Atlântico        |                                                                                      |
| Oceano Índico           |                                                                                      |
| Austrália               | Tasmânia                                                                             |
| Oceano Pacífico         | Mar da Tasmânia                                                                      |
| Nova Zelândia           | Ilha Sul                                                                             |
| Oceano Pacífico         |                                                                                      |
| Chile                   | Ilha Chiloé                                                                          |
| Golfo de Ancud          |                                                                                      |
| Chile                   |                                                                                      |
| Argentina               | O paralelo define a fronteira entre a província de Río Negro e a província de Chubut |
| Oceano Atlântico        |                                                                                      |